# Willy Weidermann
Willy Weidermann (* 25. November 1898 in Ziegenrück; † 28. Februar 1985) war ein deutscher Polizeipräsident und SS-Führer in der Zeit des Nationalsozialismus.

## Biografie
Weidermann war seit dem 14. Oktober 1922 Mitglied der NSDAP (Mitgliedsnummer 12.194) und später auch der SS (SS-Nummer 296). Als SS-Sturmbannführer war Weidermann von 1932 bis 1934 Führer der 7. SS-Standarte.
Am 13. September 1936 wurde er zum SS-Oberführer befördert. In dieser Zeit war er im Sicherheitsdienst-Hauptamt tätig. Von 1936 bis 1942 war Weidermann Polizeipräsident in Chemnitz und gleichzeitig Führer des SD-Abschnitts Chemnitz. Nach der deutschen Besetzung des Sudetenlandes wurde er im Dezember 1938 als Polizeipräsident nach Brüx abgeordnet und nach der deutschen Einmarsch in die Tschechoslowakei übernahm er ab Juli 1942 den Posten des Polizeipräsidenten in Prag und bekleidete diese Funktion bis Mai 1945. Am 1. September 1944 wurde Weidermann zum SS-Brigadeführer und zum Generalmajor der Polizei ernannt.
Am Kriegsende wurde Weidermann inhaftiert und nach Moskau gebracht. Von dort wurde er über Berlin Ende 1948 an die Tschechoslowakei ausgeliefert, wo er auf der Grundlage des Retributionsdekretes zu einer mehrjährigen Haftstrafe in Prag verurteilt wurde.